# Ріяд Ейр Метрополітано
«Ріяд Ейр Метрополітано» (ісп. Riyadh Air Metropolitano), раніше відомий як «Естадіо де Ла Пейнета» (ісп. Estadio de La Peineta) — багатофункціональний стадіон у Мадриді, Іспанія, домашня арена ФК «Атлетіко».

## Історія
Стадіон побудований в 1993 та відкритий в 1994 із місткістю 20 000 глядачів під офіційною назвою «Естадіо де Ла Комюнідад». Арена використовувалася переважно як олімпійський стадіон та концертна арена. 2002 року стадіон перейшов із провінційної власності Мадрида до міської. 2004 року, після того, як арена ввійшла до складу спортивної бази «Атлетіко», вона була закрита на довготривалу капітальну реконструкцію. Спочатку реконструкцію планувалося завершити до літніх Олімпійських ігор 2012 року, заявка на прийом яких була подана Мадридом. Після того, як право на проведення ігор отримав Лондон, відкриття арени планувалося вже напередодні Олімпіади 2016, на прийом якої також претендував Мадрид. Однак після того, як господарем олімпіади стало Ріо-де-Жанейро, реконструкцію «Ла Пейнети» не було остаточно завершено. Також стадіон змагався за прийом змагань олімпійських ігор у рамках заявки Мадрида на Олімпіаду 2020 року, яку прийматиме Токіо. Протягом 2011—2017 років на стадіоні тривали роботи з розширення трибун.
У 2017 реконструйовану арену відкрито з місткістю 67 703 глядачі під назвою «Ванда Метрополітано». Новим власником стадіону став ФК «Атлетіко», який оголосив, що по завершенні поточного сезону покине домашню арену «Вісенте Кальдерон» та переїде на «Ванда Метрополітано», яка буде новим домашнім стадіоном клубу.
Стадіон є скандально відомим у Мадриді довгобудом, оскільки його капітальна реконструкція тривала близько тринадцяти років (2004—2017).